# Mads Lidegaard
Mads Vestergaard Lidegaard (født 17. juni 1925 i Kragelund, død 9. juli 2006) var en dansk teolog, højskolemand og forfatter til en lang række bøger om Grønland, folketro i Danmark samt om Hærvejen i Jylland.
Lidegaard debuterede i 1954 med Imigagssaq.
Lidegaard blev født i Kragelund vest for Silkeborg som søn af landsbyens sognepræst Kresten Lidegaard og Johanne Lidegaard, der var uddannet sygeplejerske. Senere blev han selv uddannet cand. theol.
Han var sammen med sine brødre Peter og Jens aktiv i modstandsbevægelsen under besættelsen.
Mads Lidegaard var i en årrække gift med Else Lidegaard og er far til professor, dr.med. Øjvind Lidegaard, biolog Kresten Lidegaard, historiker og tidligere chefredaktør ved Politiken Bo Lidegaard og politiker og tidligere udenrigsminister Martin Lidegaard.
Mads Lidegaard var en af hovedkræfterne bag den øgede forståelse for grønlandske forhold og kultur. Han var i en årrække i 1950'erne udstationeret i Grønland og lærte sig i den sammenhæng grønlandsk. En usædvanlig ting på den tid. I gennem hele sit virke var Lidegaard fortaler for mellemfolkelig forståelse og accept af kulturelle forskelligheder. Mads Lidegaard underviste i en årrække på Krogerup Højskole.
Mads Lidegaard er begravet ved Humlebæk Kirke.

## Bøger

### Om hærvejen
- Den jyske hærvej fra Hjøllund til Knudstrup, i Årbog for Viborg Amt 1955, side 72-90.
- Hærvejen i Viborg Amt. Schultz, 1975.
- Hærvejen langs Gudenåen fra Funder til Kollemorten. Schultz, 1976.
- Hærvejen i Vejle Amt. Schultz, 1977.
- Hærvejen over Kongeåen fra Vejle Å til Vojens. Schultz, 1979.
- Hærvejen mod grænsen fra Vojens til Padborg. Schultz, 1980.
- Hærvejen i Himmerland. Schultz, 1983.
- Hærvejen fra Limfjorden til Dannevirke. En turfører. Nyt Nordisk Forlag, 1992.
- Han Herreds "Molslinje" i oldtiden, i Han Herred bogen 2005, side 51-58.

### Om tro og folketro
- Danske sten fra sagn og tro. Nyt Nordisk Forlag Arnold Busck, 1994
- Danske høje fra sagn og tro. Nyt Nordisk Forlag Arnold Busck, 1998
- Da danerne blev kristne. Nyt Nordisk Forlag Arnold Busck, 1999
- Danske søer fra sagn og tro. Nyt Nordisk Forlag Arnold Busck, 2000
- Danske folkesagn. Nyt Nordisk Forlag Arnold Busck, 2001
- Hvad troede de på? - religiøse tanker i oldtid og vikingetid.  Gyldendal, 2004

### Om Grønland
- Grønlands historie, Schultz, 1961
- Det gælder Grønland, Schultz 1968